# Iglesia de Loreto (Lisboa)
La iglesia de Loreto de Lisboa, también conocida como Nuestra Señora de Loreto de los italianos  se encuentra situada junto al Largo do Chiado, haciendo esquina con la rua da Misericordia. 

## Historia
El origen del edificio se remonta a 1550, levantado como pequeña ermita junto a las antiguas puertas de Santa Catarina anejas a la cerca fernandina. En 1573 se amplió, quedando destruida por un incendio en 1651. Construido un nuevo templo, el terremoto de Lisboa de 1755 lo derribó, restaurándose a partir de un proyecto del arquitecto José da Costa Silva, cuyos trabajos duraron 30 años. La nueva iglesia se inauguró en 1785.

## Descripción
La iglesia es de planta poligonal, compuesta de una sola nave en cuyos laterales se abren doce capillas poco profundas revestidas de mármol, que representan a los apóstoles. La fachada principal, orientada al sur, permite el acceso al templo por medio de una escalinata de doble tramo  que converge en un rellano. Consta de dos alturas, revestidas de cantería y está dividida en tres partes separadas por dos  pilastras toscanas de orden gigante. Como remate, la cornisa se presenta asentada sobre modillones de volutas sobre la que se eleva un paño de muro dividido también por pilastras. 
En el interior destaca la bóveda de cañón rasgada por lunetas, en cuyo centro está representada una escena de la “capilla de Nazaré transportasda por ángeles”.